# Lora turricula
Lora turricula är en snäckart. Lora turricula ingår i släktet Lora och familjen Turridae. Inga underarter finns listade i Catalogue of Life.